# South Patrick Shores
South Patrick Shores ist ein census-designated place (CDP) im Brevard County im US-Bundesstaat Florida. Das U.S. Census Bureau hat bei der Volkszählung 2020 eine Einwohnerzahl von 6.496 ermittelt.

## Geographie
South Patrick Shores liegt zwischen dem Banana River und dem Atlantischen Ozean an der Ostküste Floridas. Der CDP liegt rund 40 km südlich von Titusville sowie etwa 90 km östlich von Orlando. Er wird von den Florida State Roads A1A, 404 und 513 durchquert bzw. tangiert.

## Demographische Daten
Laut der Volkszählung 2010 verteilten sich die damaligen 5875 Einwohner auf 2939 Haushalte. Die Bevölkerungsdichte lag bei 1587,8 Einw./km². 92,8 % der Bevölkerung bezeichneten sich als Weiße, 1,4 % als Afroamerikaner, 0,5 % als Indianer und 1,0 % als Asian Americans. 2,1 % gaben die Angehörigkeit zu einer anderen Ethnie und 2,3 % zu mehreren Ethnien an. 5,1 % der Bevölkerung bestand aus Hispanics oder Latinos.
Im Jahr 2010 lebten in 22,1 % aller Haushalte Kinder unter 18 Jahren sowie 35,1 % aller Haushalte Personen mit mindestens 65 Jahren. 64,3 % der Haushalte waren Familienhaushalte (bestehend aus verheirateten Paaren mit oder ohne Nachkommen bzw. einem Elternteil mit Nachkomme). Die durchschnittliche Größe eines Haushalts lag bei 2,23 Personen und die durchschnittliche Familiengröße bei 2,74 Personen.
19,3 % der Bevölkerung waren jünger als 20 Jahre, 18,8 % waren 20 bis 39 Jahre alt, 33,6 % waren 40 bis 59 Jahre alt und 28,3 % waren mindestens 60 Jahre alt. Das mittlere Alter betrug 49 Jahre. 49,9 % der Bevölkerung waren männlich und 50,1 % weiblich.
Das durchschnittliche Jahreseinkommen lag bei 56.061 $, dabei lebten 13,2 % der Bevölkerung unter der Armutsgrenze.
Im Jahr 2000 war Englisch die Muttersprache von 94,31 % der Bevölkerung, spanisch sprachen 3,04 % und 2,65 % hatten eine andere Muttersprache.